# Vyšná Polianka
Vyšná Polianka, russinisch Вышня Полянка/Wyschnja Poljanka (1927–1946 slowakisch „Vyšná Poľanka“ – bis 1927 „Vyšná Poľánka“; ungarisch Felsőpagony – bis 1907 Felsőpolyánka) ist eine Gemeinde im Osten der Slowakei mit 110 Einwohnern (Stand 31. Dezember 2024). Sie gehört zum Okres Bardejov, einem Kreis des Prešovský kraj, und wird zur traditionellen Landschaft Šariš gezählt.

## Geographie
Die Gemeinde befindet sich im nördlichen Teil der Niederen Beskiden, noch genauer im Bergland Ondavská vrchovina, im oberen Tal der Ondava nahe der Staatsgrenze zu Polen. Das Ortszentrum liegt auf einer Höhe von 450 m n.m. und ist 23 Kilometer von Bardejov entfernt (Straßenentfernung).
Nachbargemeinden sind Sękowa (Ortschaft Radocyna, PL) im Norden, Varadka im Osten und Südosten, Jedlinka im Süden, Becherov im Südwesten und Westen und Ondavka im Nordwesten.

## Geschichte

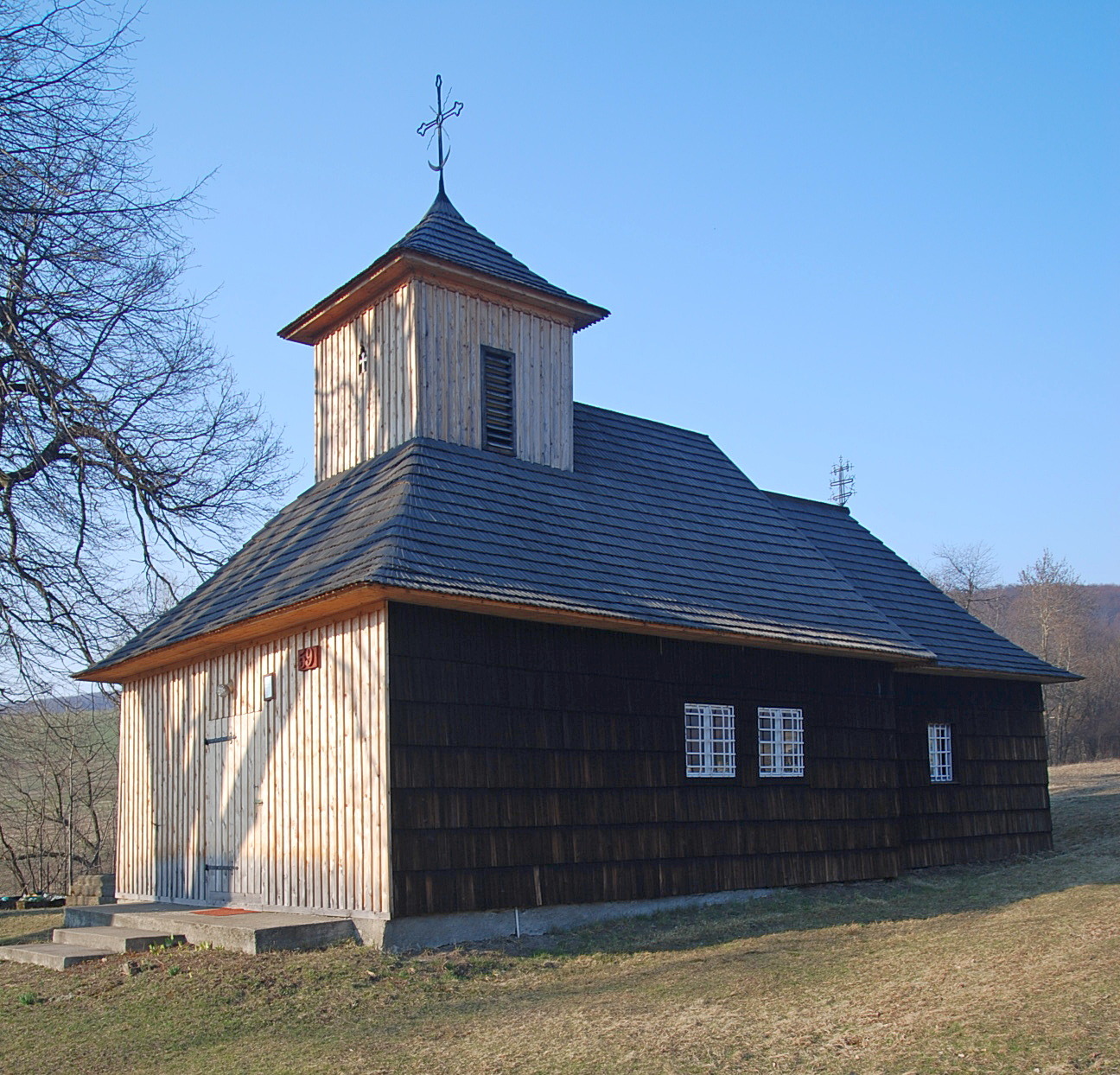
Holzkirche

Vyšná Polianka wurde zum ersten Mal 1572 als Felsso Polyana schriftlich erwähnt und war damals Teil der Herrschaft von Makovica. Weitere historische Bezeichnungen sind unter anderen Poliena Superior (1583), Wisna Polanka (1773) und Felschó Polyanka (1786). 
1787 hatte die Ortschaft 25 Häuser und 166 Einwohner, 1828 zählte man 42 Häuser und 335 Einwohner, die als Landwirte und Viehhalter beschäftigt waren. Im 19. Jahrhundert besaß die Familie Erdődy die Ortsgüter. Zwischen den Jahren 1850 und 1900 kam es zu mehreren Auswanderungswellen.
Bis 1918 gehörte der im Komitat Sáros liegende Ort zum Königreich Ungarn und kam danach zur Tschechoslowakei beziehungsweise heute Slowakei. Auch in der ersten tschechoslowakischen Republik blieben Landwirtschaft und Viehhaltung Haupteinnahmequellen. Im Verlauf des Zweiten Weltkriegs wurde Vyšná Polianka stark beschädigt. Nach dem Zweiten Weltkrieg pendelte ein Teil der Einwohner zur Arbeit in Industriebetriebe in Bardejov und Košice, die örtliche Einheitliche landwirtschaftliche Genossenschaft (Abk. JRD) wurde im Jahr 1949 gegründet.

## Bevölkerung
| Jahr                | 1994 | 2004     | 2014     | 2024    |
| ------------------- | ---- | -------- | -------- | ------- |
| Anzahl der Personen | 153  | 135      | 113      | 110     |
| Unterschied         |      | −11,76 % | −16,29 % | −2,65 % |

| Jahr                | 2023 | 2024    |
| ------------------- | ---- | ------- |
| Anzahl der Personen | 109  | 110     |
| Unterschied         |      | +0,91 % |

Nach der Volkszählung 2011 wohnten in Vyšná Polianka 108 Einwohner, davon 53 Russinen, 45 Slowaken, vier Ukrainer und ein Rom. Fünf Einwohner machten keine Angabe zur Ethnie.
66 Einwohner bekannten sich zur orthodoxen Kirche, 23 Einwohner zur griechisch-katholischen Kirche sowie jeweils zwei Einwohner zur Evangelischen Kirche A. B. und zur römisch-katholischen Kirche. Sechs Einwohner waren konfessionslos und bei neun Einwohnern wurde die Konfession nicht ermittelt.

## Bauwerke
- griechisch-katholische Holzkirche Hl. Paraskeva aus dem Jahr 1919, die unter Verwendung des Baumaterials einer älteren Kirche aus dem Jahr 1810 gebaut wurde[6]

## Verkehr
Nach Vyšná Polianka führt nur die Straße 3. Ordnung 3520 von Nižná Polianka (Anschluss an die Straße 1. Ordnung 77) heraus, mit der Weiterführung nach Ondavka. Die Straßenverbindung aus Becheov nach Ondavka und schließlich nach Vyšna Polianka wurde in November 2022 geöffnet. Die Straßenverbindung aus Becherov nach Vyšná Polianka wird in Wintermonaten nicht gepflegt, daher in Winter nicht durch fahrbar.   

## Persönlichkeiten
- Andrei Serafin – Architekt, arbeitet bei Stephan Braunfels Architekten in Berlin
- Pavol Olejarník – Übersetzer für Deutsch, Italienisch und Ukrainisch sowie Übersetzer von Open-Source-Software, Übersetzer der Desktop-Umgebung LXQt ins Slowakische
- Roman Olejarník – Rechtsanwalt

## Belege
1. ↑  Hustota obyvateľstva - obce [om7014rr_obc=AREAS_SK, v_om7014rr_ukaz=Rozloha (Štvorcový meter)]. Statistical Office of the Slovak Republic, 31. März 2025, abgerufen am 31. März 2025 (slowakisch).
2. ↑  Počet obyvateľov podľa pohlavia - obce (ročne) [om7101rr_obce=AREAS_SK]. Statistical Office of the Slovak Republic, 31. März 2025, abgerufen am 31. März 2025 (slowakisch).
3. ↑  Slovenské slovníky: Názvy obcí Slovenskej republiky (Majtán 1998)
4. 1 2  Počet obyvateľov podľa pohlavia - obce (ročne) [om7101rr_obce=AREAS_SK]. Statistical Office of the Slovak Republic, 31. März 2025, abgerufen am 31. März 2025 (slowakisch).
5. ↑  Ergebnisse der Volkszählung 2011 (slowakisch)
6. ↑  Vyšná Polianka - Chrám sv. Paraskevy (drevený), In: pamiatkynaslovensku.sk, abgerufen am 2. Juli 2021